# Etmopterus dianthus
Etmopterus dianthus es una especie de pez de la familia Dalatiidae en el orden de los Squaliformes.

## Morfología
Los machos pueden alcanzar 40,9 cm de longitud total.

## Reproducción
Es ovovivíparo.

## Hábitat
Es un pez de mar y de aguas profundas que vive entre 108-880 m de profundidad.

## Distribución geográfica
Se encuentra en Australia y Nueva Caledonia.